# Districte de Lingsugur
El districte de Lingsugur fou un antic districte del principat d'Hyderabad, divisió de Gulbarga, al sud-oest del país que limitava a l'oest amb els districtes de Bijapur i Dharwar (presidència de Bombai), els districtes de Gulbarga i Raichur al nord i est; i el districte de Bellary al sud i est; d'aquest darrer estava separat pel riu [Tungabhadra]. La superfície era de 12.637 km² dels quals 7687 km² eren terres de l'estat i la corona i la resta el formaven els dos grans jargirs de la família Salar Jang, i un altre de més petit, i dos samasthans: Gurgunta i Anegundi. El districte fou abolit el 1905 i les talukes de Shahpur i Surapur foren agregades al districte de Gulbarga, i la resta al districte de Raichur.

## Geografia
Les muntanyes principals eren la serra de Yamnigadh de 25 km; la serra de Muhammadapur i la de Surapur, aquestes dues més petites. El riu principal era el Kistna, que creuava el districte d'oest a est durant 151 km. Rebia en el districte a l'afluent Bhima a 25 km al nord de Raichur; el següent riu destacat era el Tungabhadra. Altres rius menors eren el Maski i el Sindhnur, afluents d'aquest darrer, i el Devapur nullah, afluent del Kistna.

## Població
La població del districte incloent els jagirs era el 1881 de 480.715, el 1891 de 620.014 habitants i el 1901 de 675.813, repartits en 1.273 pobles. Les principals poblacions eren Koppal, Surapur, Mudgal, Gangawati, Sagar, Sindhnur i Lingsugur. El 90% de la població eren hindús i el 87% parlaven el canarès i el 7% urdú.

## Administració

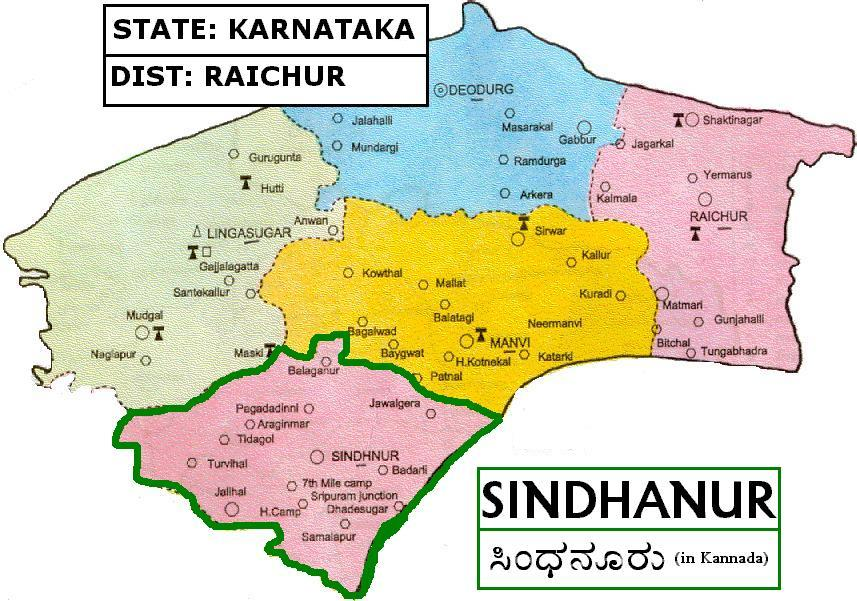
Divisions de l'actual districte de Raichur, entre les quals hi ha Lingasugar (Lingsugur)

Estava dividit dos grans jagirs (Koppal i Yelbarga), dos samasthans (Gurgunta i Anegundi), 3 subdivisions i 6 talukes:
- Sarf-i-Khas 
  - Surapur
  - Shahpur
- Segona subdivisió
  - Lingsugur
- Tercera subdivisió
  - Sindhnur
  - Gangawati
  - Kushtagi

La taluka de Lingsugur tenia una àrea de 1.821 km² i població (1901) de 87.547, amb la ciutat de Lingsugur (5.161 habitants) capital del districte, i la ciutat de Mudgal (7.729 habitants) capital de la taluka; hi havia 180 pobles dels quals 86 eren dels jagirs. El samasthan de Gurgunta estava dins la taluka, amb 38 pobles i 19.937 habitants.

## Història
Fou part del regne de Vijayanagar al segle XIV, però disputat amb els bahmànides que se'n van apoderar, sent reconquerit i perdut diverses vegades; al segle XVI va caure en mans dels adilshàhides del sultanat de Bijapur, un dels estats successors bahmanides. Vijayanagar es van enfonsar després del 1565 (batalla de Talikota). El 1686 Bijapur va caure en mans de l'emperador Aurangzeb, i va restar dins l'imperi mogol fins al 1724 quan el nizam Asaf Jah es va independitzar i va fundar el principat d'Hyderabad. Al tractat de 1853 el nizam el va cedir als britànics però després de la rebel·lió del 1857 en la que Hyderabad fou lleial als britànics, li fou retornat el 1860.

## Arqueologia
- Fortaleses de Anegundi, Mudgal, Jaldrug, Koppal i Shahpur
- Temple a Ittugi, a uns 95 km al sud-oest de Lingsugur, datat de 1112-1113.
- Jama Masjid a Gugi amb la tomba d'un santó local de nom Pir Chanda Husain.
- Temples a Kallur i Kukanur.